# غان مارجيت أندرياسن
غان مارجيت أندرياسن (بالنرويجية البوكمول: Gunn Margit Andreassen)‏ هي متسابقة بياثل نرويجية، ولدت في 23 يوليو 1973 في كريستيانساند في النرويج.

## وصلات خارجية
- غان مارجيت أندرياسن على موقع IBU (الإنجليزية)
- غان مارجيت أندرياسن على موقع الاتحاد الدولي للتزلج (التزلج الريفي) (الإنجليزية)
- غان مارجيت أندرياسن على موقع أوليمبيديا (الإنجليزية)
- غان مارجيت أندرياسن على موقع IMDb (الإنجليزية)